# Primula tayloriana
Primula tayloriana là một loài thực vật có hoa trong họ Anh thảo. Loài này được H.R. Fletcher miêu tả khoa học đầu tiên năm 1949.